# Schweizer Nordische Skimeisterschaften 1969
Die Schweizer Nordischen Skimeisterschaften 1969 fanden am 8. und 9. Februar 1969 in Château-d’Oex, am 16. Februar 1969 in Escholzmatt und am 2. März 1969 in Couvet statt. Ausgetragen wurden im Skilanglauf die Distanzen 15 km, 30 km und 50 km, sowie die 4 × 10 km Staffel. Alois Kälin gewann die Meistertitel über 15 km und 30 km. Zudem triumphierte Hans Oberer über 50 km und die Staffel von SC Alpina St. Moritz. Bei den Frauen siegte Rita Czech über 7,5 km. Das Skispringen gewann Hans Schmid und in der Nordischen Kombination Heini Moser.

## Skilanglauf

### Männer

#### 15 km
| Platz | Name             | Verein               | Zeit         |
| ----- | ---------------- | -------------------- | ------------ |
| 01    | Alois Kälin      | SC Einsiedeln        | 56:06,6 min. |
| 02    | Edi Hauser       | SC Obergoms          | 57:33,1 min. |
| 03    | Ulrich Wenger    | SAS Bern             | 57:42,3 min. |
| 04    | Fritz Stüssi     | SC Alpina St. Moritz | 58:12 min.   |
| 05    | Josef Haas       | SC Marbach           | 59:27 min.   |
| 06    | Louis Jaggi      | Im Fang              | 59:57 min.   |
| 07    | Venanzio Maranta | Grenzwachtkorps      | 59:59 min.   |
| 08    | Albert Giger     | SC Alpina St. Moritz | 1:00:00 h.   |
| 09    | Urs Roner        | SC Alpina St. Moritz | 1:00:07 h.   |
| 10    | Michel Heymoz    | Riaz                 | 1:00:11 h.   |

Datum: Samstag, 8. Februar 1969 in Château-d’Oex
 Wie im Vorjahr siegte Alois Kälin vor Edi Hauser und Ulrich Wenger. Der Topfavorit Josef Haas wurde Fünfter.

#### 30 km
| Platz | Name             | Verein               | Zeit (std) |
| ----- | ---------------- | -------------------- | ---------- |
| 01    | Alois Kälin      | SC Einsiedeln        | 1:38:54,9  |
| 02    | Fritz Stüssi     | SC Alpina St. Moritz | 1:41:20,6  |
| 03    | Josef Haas       | SC Marbach           | 1:41:20,9  |
| 04    | Ulrich Wenger    | SAS Bern             | 1:43:32    |
| 05    | Paul Bebi        | Klosters             | 1:44:33    |
| 06    | Hanspeter Kasper | SC Alpina St. Moritz | 1:44:45    |
| 07    | Urs Roner        | SC Alpina St. Moritz | 1:45:06    |
| 08    | Josef Erni       | Kriens               | 1:46:23    |

Datum: Sonntag, 16. Februar 1969 in Escholzmatt

Wie in der Vorwoche über 15 km, siegte der Vorjahressieger Alois Kälin mit zwei Minuten und 26 Sekunden Vorsprung auf Fritz Stüssi und Josef Haas.

#### 50 km
| Platz | Name             | Verein                | Zeit (std) |
| ----- | ---------------- | --------------------- | ---------- |
| 01    | Hans Oberer      | Splügen               | 2:58:46,0  |
| 02    | Karl Wagenführ   | Klosters              | 2:59:56,8  |
| 03    | Michel Heymoz    | Riaz                  | 3:00:48,2  |
| 04    | Michel Rey       | Les Cernets-Verrieres | 3:02:27,5  |
| 05    | Roland Hugi      | Bern                  | 3:02:30    |
| 06    | Urs Roner        | SC Alpina St. Moritz  | 3:02:32    |
| 07    | Bernard Brandt   | Les Diablerets        | 3:05:00    |
| 08    | Francis Blondeau | SC La Brévine         | 3:05:54    |
| 09    | Gaston Durgnat   | Daviaz                | 3:07:01    |
| 010   | Henri Niquille   | Ulrichen              | 3:07:58    |

Datum: Sonntag, 2. März 1969 in Couvet

In Abwesenheit des 15 km und 30 km Meisters Alois Kälin, gewann der Splügener Hans Oberer mit einer Minute und zehn Sekunden Vorsprung auf Karl Wagenführ und Michel Haymoz. Auch die Läufer Josef Haas, Fritz Stüssi, Giuseppe Dermon und Albert Giger waren nicht am Start. Ulrich Wenger, Hanspeter Kasper und Paul Bebi beendeten das Rennen vorzeitig.

#### 4 × 10 km Staffel
| Platz | Namen                                                                     | Verein               | Zeit (std) |
| ----- | ------------------------------------------------------------------------- | -------------------- | ---------- |
| 01    | Urs Roner Albert Giger Hanspeter Kasper Fritz Stüssi                      | SC Alpina St. Moritz | 1:55:13,2  |
| 02    | Andreas Hofer Franz Kälin Alfred Kälin Alois Kälin                        | SC Einsiedeln        | 1:59:42,1  |
| 03    | Jean-Pierre Schneider Marcel Blondeau Jean-Claude Pochon Francis Blondeau | SC La Brévine        | 2:01:15,0  |
| 04    |                                                                           | Les Diablerets       | 2:01:15,4  |
| 05    |                                                                           | SC Obergoms          | 2:01:53,6  |

Datum: Sonntag, 9. Februar 1969 in Château-d’Oex

### Frauen

#### 7,5 km
| Platz | Name             | Verein      | Zeit (min) |
| ----- | ---------------- | ----------- | ---------- |
| 01    | Rita Czech       | Luzern      | 47:05,4    |
| 02    | Doris Barth      | Olten       | 49:47,4    |
| 03    | Christiane Grimm | Tête de Ran | 50:16,3    |

Datum: Samstag, 8. Februar 1969 in Château-d’Oex

Nach 1967 gewann die Luzernerin und frühere deutsche Skilangläuferin Rita Czech ihren zweiten Meistertitel.

## Nordische Kombination

### Einzel
| Platz | Name              | Verein      | Gesamtpunkte |
| ----- | ----------------- | ----------- | ------------ |
| 01    | Heini Moser       | Langenbruck | 397,25       |
| 02    | Francois Glondaou | La Brevine  | 376,80       |
| 03    | Gilgian Künzi     | Kandersteg  | 365,62       |
| 04    | Josef Furrer      | Andermatt   | 353,78       |
| 05    | Peter Heiniger    | Grenchen    | 350,11       |

Datum: Sonntag, 9. Februar 1969 in Château-d’Oex

Heini Moser holte mit 397,25 Punkten seinen ersten Meistertitel in der Nordischen Kombination.

## Skispringen

### Normalschanze
| Platz | Name             | Verein        | Weite 1 | Weite 2 | Punkte |
| ----- | ---------------- | ------------- | ------- | ------- | ------ |
| 01    | Hans Schmid      | Mümliswil     | 71,0 m  | 67,0 m  | 224,5  |
| 02    | Sepp Zehnder     | SC Einsiedeln | 65,0 m  | 65,5 m  | 213,0  |
| 03    | Richard Pfiffner | Zürich        | 62,0 m  | 63,0 m  | 197,4  |
| 04    | Heribert Schmid  | Olten         | 64,5 m  | 61,0 m  | 188,3  |
| 05    | Walter Steiner   | Wildhaus      | 60,5 m  | 60,5 m  | 181,0  |

Datum: Sonntag, 9. Februar 1969 in Château-d’Oex

Mit Weiten von 71 m und 67 m und 224,5 Punkten siegte Hans Schmid erstmals vor dem Vorjahressieger Sepp Zehnder.